# Tourisme en Guinée

La Guinée est un pays d’Afrique de l’Ouest au faible dynamisme touristique. Néanmoins, ce pays divisé géographiquement en quatre types de relief, de climat, de faune, de flore, de traditions historiques et culturelles bien distincts dispose d’un potentiel touristique.

L'explorateur français Aimé Olivier de Sanderval (1840-1919) avait bien saisi cette riche diversité : 

« Pays des rivières. J’ai aimé tes rubans tranquilles brillant à travers le coton des nuages, tes immenses étendues vertes et si puissantes et si peu hostiles. J’ai parcouru tes montagnes âpres et accueillantes et vu tes larges fleuves peuplés de caïmans. J’ai pénétré ta forêt étouffante où la danse sacrée trouve sa frénésie, ailleurs encore, j’ai rencontré les beaux Hommes drapés, faisant paître leur troupeau. Et sur tout cela, j’ai vu éclater la tornade et le rideau gris de la pluie s’étendre. »

## Paysages

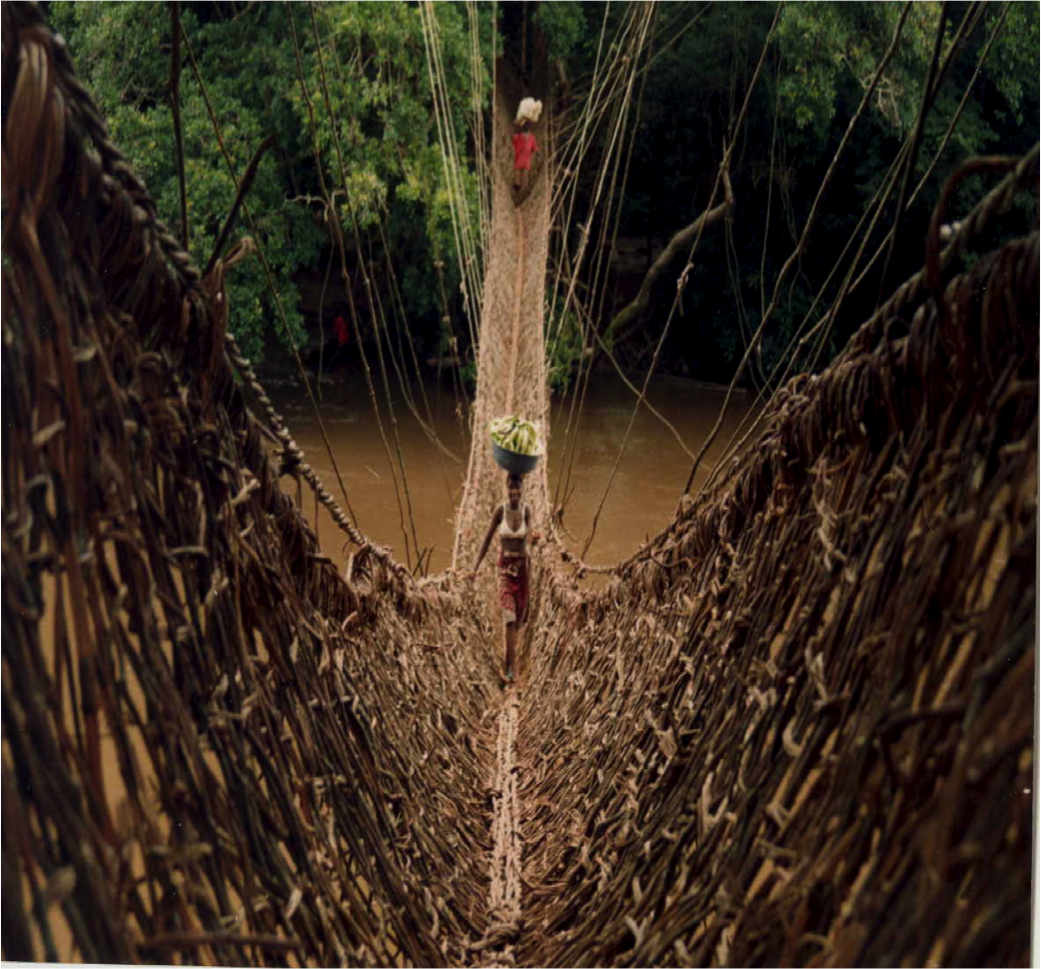
Le Pont de lianes sur le Diani.

La Guinée forestière, située en zone sub-équatoriale, est composée d’une forêt dense d’où émerge le mont Nimba, l’un des plus hauts sommets du pays (1752m). Cette zone abrite également le Pont de lianes sur le Diani, classé patrimoine mondial par l’UNESCO. La région comporte une faune importante, des crapauds vivipares, des chimpanzés de Bossou vivant en famille et les éléphants de la forêts de Ziama. Elle est propice aux activités éco-touristiques telles que le trekking.

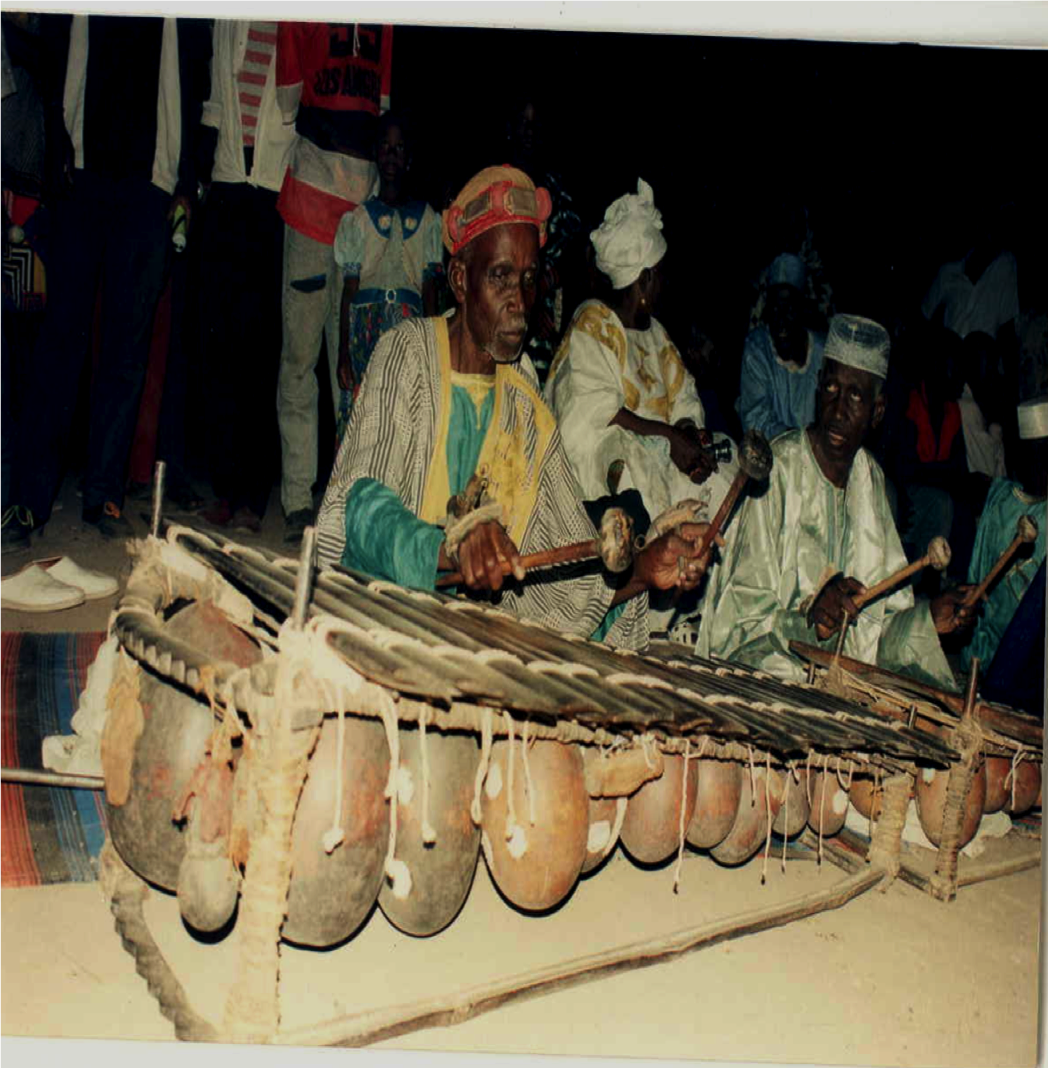
Balafon Sacré.

La Haute-Guinée est constituée de hauts plateaux et de savanes herbeuses et giboyeuses. Elle est traversée par de grands fleuves, tels que le Niger, le Bafing, le Bakoye. S’y trouvent les ruines de l’ancienne capitale de l’empire du Mali, Niani et de l’Empire wassoulou. Le balafon sacré (XIIIe siècle) du roi du Soosso et les fêtes traditionnelles de la pêche font partie des spécificités de cette région. En effet, elle est propice à la pêche en eau douce et à la chasse.

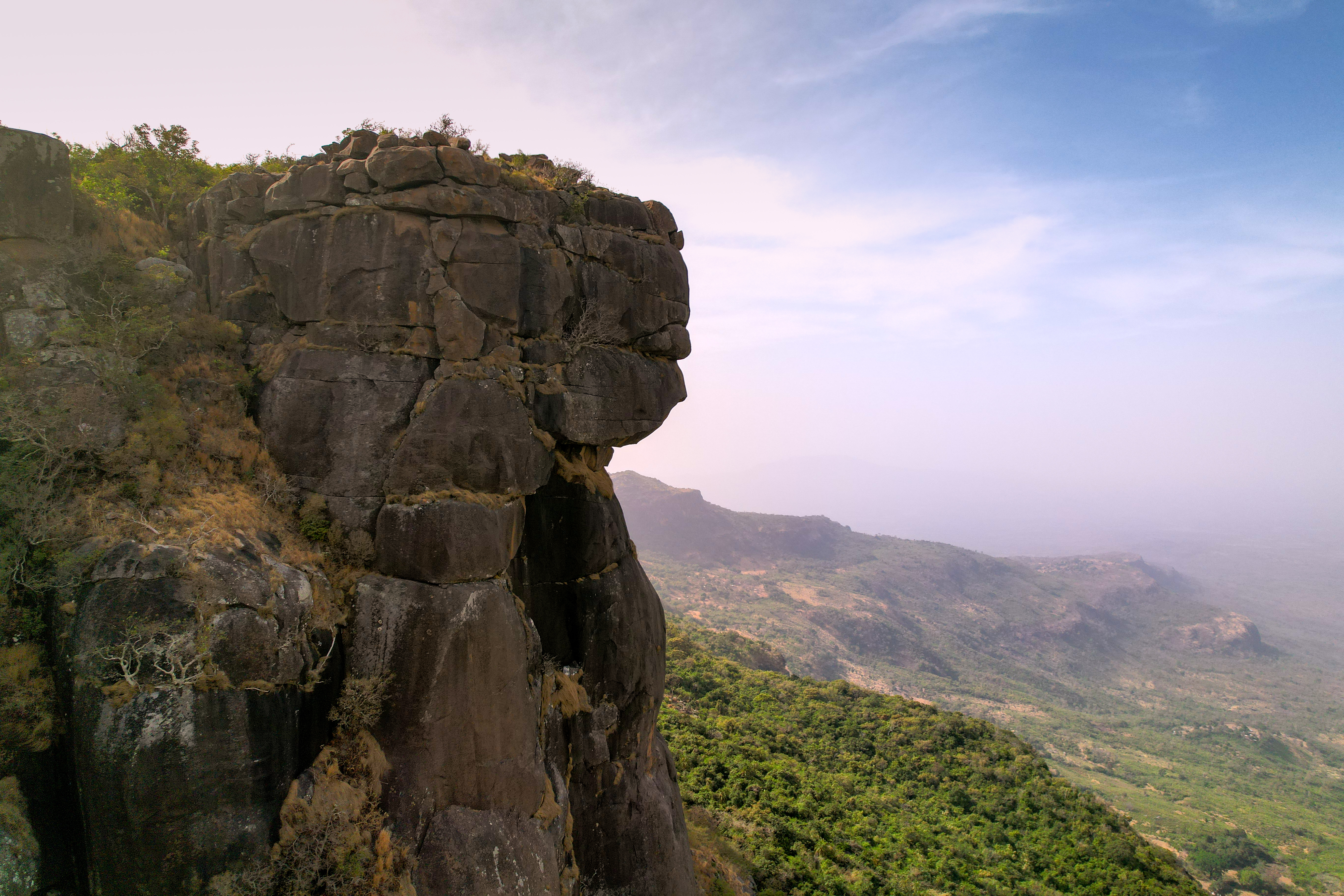
La Dame du Mali du Mont Loura.

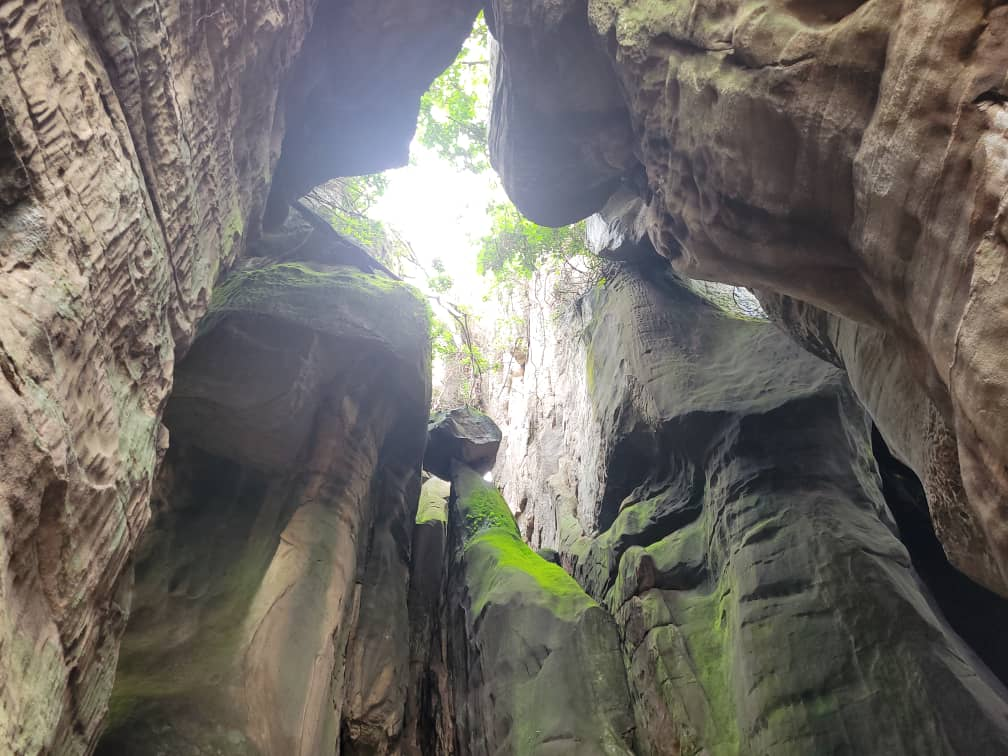
Grotte de Leyleggue à Télimélé

La Moyenne-Guinée, ou Fouta-Djalon, est composée de paysages montagneux et jouit de sites variés et d’un climat doux qui lui vaut le surnom de « Suisse africaine ». Elle constitue le château d’eau de l’Afrique occidentale, où naissent plusieurs grands fleuves, la Gambie, le Bafing et le Bakoye. On peut y visiter les chutes de Ditinn, de la Saala et du Kinkon, de Kambadaga, la célèbre Dame du Mali, taillée dans le roc par l’érosion éolienne. D’après la légende, la Dame du Mali serait une femme infidèle que Dieu aurait punie en la transformant en statue. Le Fouta-Djalon possède aussi un riche centre artisanal, à savoir de Labé, de Dalabe et Mamou la ville constituant le carrefour commercial de la région.
La Basse Guinée, ou Guinée maritime, s’étend sur 300 km de côtes bordées par l’océan Atlantique.  On y trouve le mangrove avec sa faune aquatique variée, les îles de Loos verdoyantes bordées de plages, jadis le repaire des flibustiers et pirates des hautes mers, sont propices à l'exercice de sports nautiques. La région comporte des sites négriers, notamment le Forté de Boké, un antique entrepôt d'esclaves de l'Afrique de l'Ouest, édifié sous le règne de Napoléon III. La Basse Guinée possède aussi des chutes d'eau telles que le Voile de la Mariée, situé à 13 km de Kindia sur la route de Mamou. Cette chute doit son surnom à l'ensemble des deux chutes d’une hauteur de 80 m environ qui la drape tel un voile immaculé.

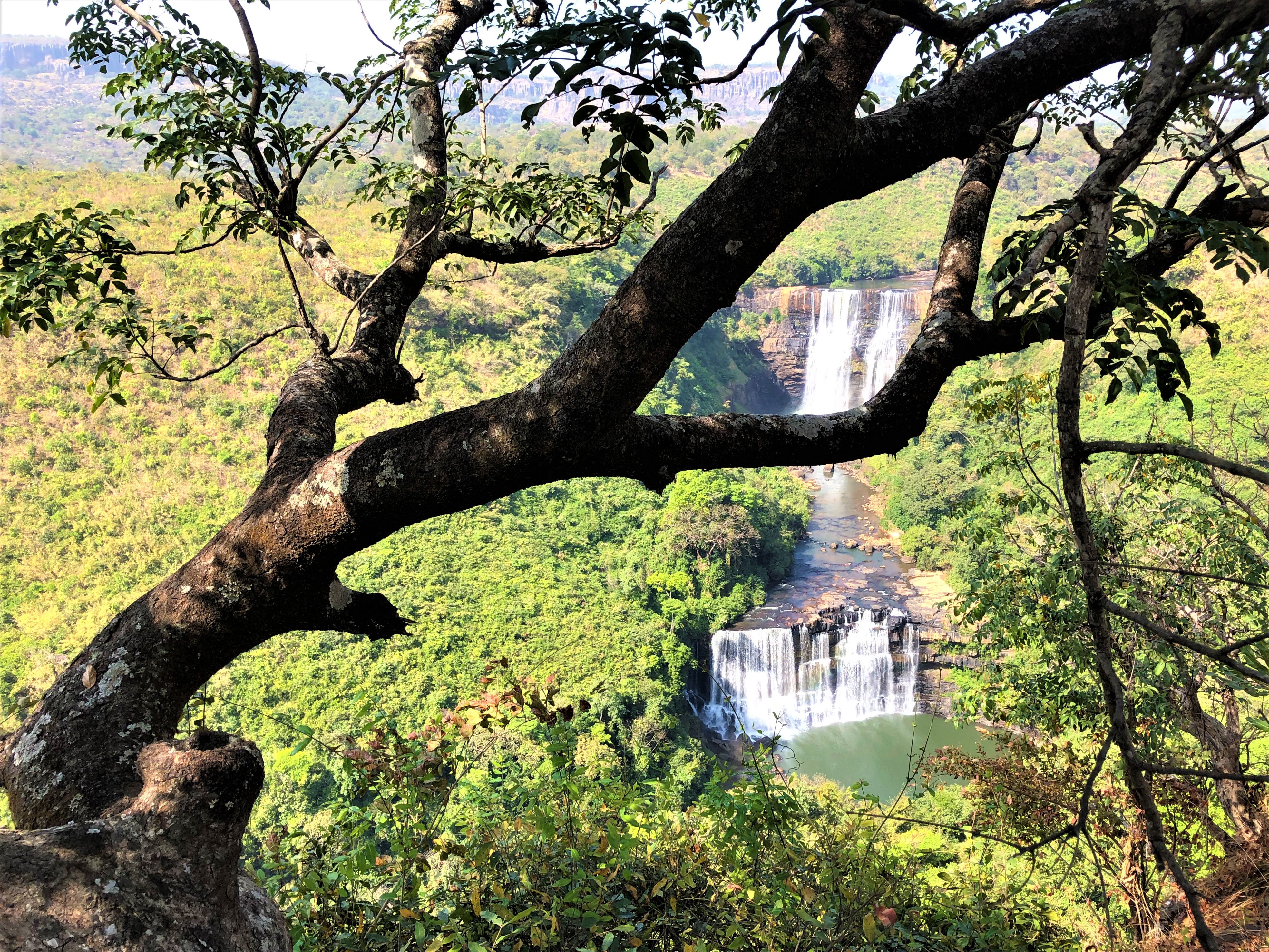
Chute de Kambadaga
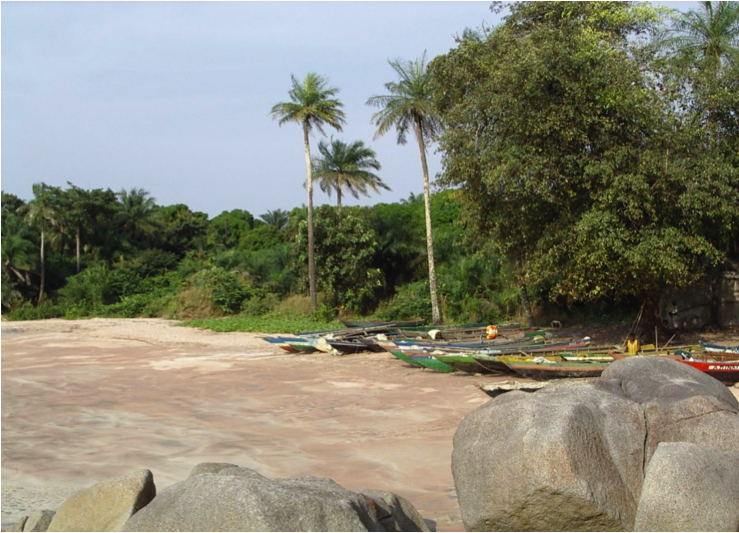
Plage de Room (Iles de Loos).
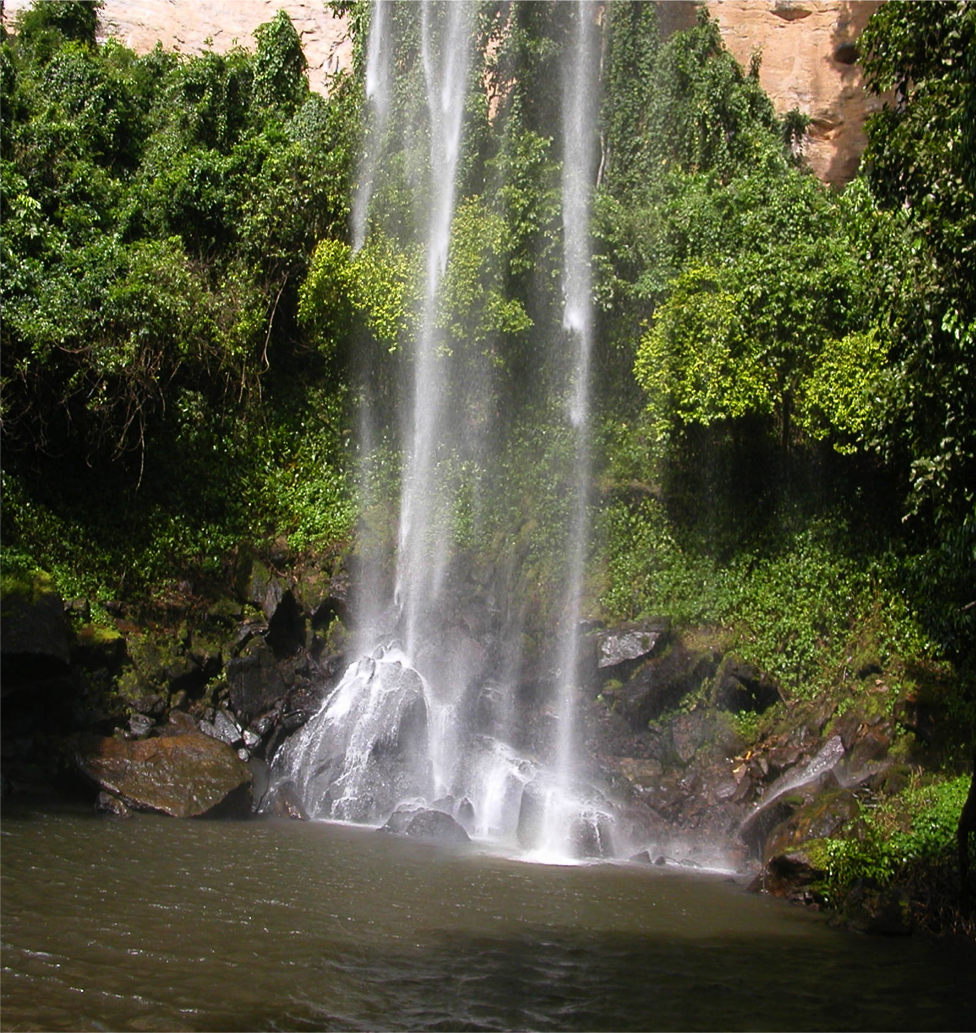
Le "Voile" de la mariée à Kindia.

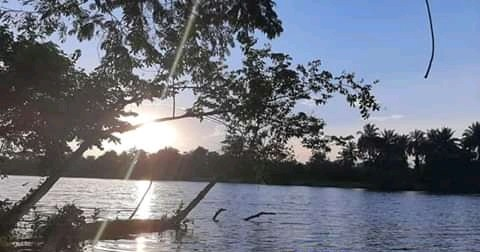
Vue de Batafon

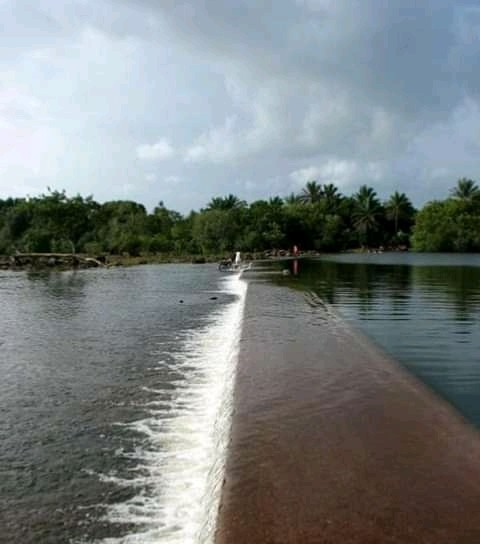
Vue de Batafon à Boké

 fleuve batafon boké

## Plages
Les iles de loos ont un environnement agréable sur leurs plages, en particulier de Île de Kassa et de Île de Room.